# Yamaha C1
Yamaha C1 (C1) је био преносиви рачунар фирме Јамаха (Yamaha) који је почео да се производи у Јапану од 1987. године.
Користио је Intel 80286 као микропроцесор. RAM меморија рачунара је имала капацитет од 640 Kb (главна), +512 Kb проширење.
Као оперативни систем кориштен је MS-DOS 3.3.

## Детаљни подаци
Детаљнији подаци о рачунару C1 су дати у табели испод.
|                       |                                                                   |
| [ 1 ]                 |                                                                   |
| Произвођач            | Јамаха                                                            |
| Тип                   | преносиви рачунар                                                 |
| Меморија              | 640 Kb главна, 512 Kb проширење                                   |
| Поријекло             | Јапан                                                             |
| Година                | 1987                                                              |
| Тастатура             | 88 тастера са нумеричком тастатуром и тастерима смјера            |
| Процесор              |                                                                   |
| Фреквенција процесора | пребациво, 10 или 8                                               |
| RAM                   | 640 Kb главна, 512 Kb проширење                                   |
| ROM                   | 64 Kb                                                             |
| Текст                 | 40 или 80 стубова x 25 линија                                     |
| Графика               | CGA, 640 x 400                                                    |
| Боја                  | једна боја, плавичасти показивач са текућим кристалом             |
| Звук                  | Buzzer                                                            |
| Димензије             | 394 (ширина) x 382 (дубина) x 82 (висина) / 8,2 (18 фунти 2 унце) |
| Портови               |                                                                   |
| Оперативни систем     |                                                                   |